# گندال (هند)
گندال (به انگلیسی: Gondal) یک منطقهٔ مسکونی در هند است که در Gondal Taluka واقع شده‌است. گندال ۱٬۱۲٬۰۶۴ نفر جمعیت دارد و ۱۳۲ متر بالاتر از سطح دریا واقع شده‌است.